# Mil V-12
Mil V-12  (NATO oznaka Homer) je bil in ostaja največji helikopter kdajkoli zgrajen. Zgradili so samo dva prototipa, ki nista več v uporabi. Če bi vstopil v serijsko proizvodnjo bi imel oznako "Mi-12". Projekt je v Sovjetski zvezi imel oznako Izdeliye 65.
Študije gigantskega helikopterja so se začeli pri biroju Mil leta 1959. Leta 1961 so dobili direktivo od GKAT komiteja (Gosudarstvenij Komitet Po Aviacionij Tehnike) za razvoj helikopterja s kapaciteto 20-25 ton tovora, ki bi imel tovorni prostor podoben letalu turbopropelerskem letalu An-22. Helikopter naj bi sposoben prevažati težko vojaško opremo in medkontinentalne balistične rakete ICBM 8K67, 8K75 in 8K82.
Študije o enorotorskem helikopterju so se izkazale neizvedljive, tandem rotorska konfiguracija podobno kot Boeing CH-47 Chinook je tudi imela svoje težave. Zato so izbrali trenutno "transverzno" konfiguracijo z dvem velikima rotorjema nameščenima na koncih kril. Ta konfiguracija ni potrebovala repnega rotorja kot konvencionalni helikopterji. V-12 je bil prvi Mil-ov helikopter s transverzno konfiguracijo rotorjev, se je pa uporabljala že prej na helikopterjih Focke-Wulf Fw 61, Focke-Achgelis Fa 223 in Kamov Ka-22 Vintokryl

## Različice
V-12OKB oznaka za dva prototipa
Mi-12Oznaka za serijsko proizvajane helikopterje, 0 zgrajenih
V-16Ultra težka verzija s kapaciteto 40-50 ton. Originalno trirotorski helikopter s 6 motorji Soloviev D-25VF, pozneje spremenjen na dva rotorja
Mi-16Oznaka za predlagani produkcijski V-16.
Mi-12MPredelana verzija V-16 z dvema 20 000 konjskima Solovjev D-30V motorjema za prevoz 20 tonskega tovora 500 km ali 40 tonskega 200 km. Mi-12M so preklicali, ko so preklicali V-12

## Rekordi
| Datum            | Opis rekorda                           | Dosežek               | Rekord še vedno stoji |
| ---------------- | -------------------------------------- | --------------------- | --------------------- |
| 22. februar 1969 | Višina z 15.000 kg (33.000 lb) tovorom | 2.951 m (9.682 ft)    | Ne                    |
| 22. februar 1969 | Višina z 20.000 kg (44.000 lb) tovorom | 2.951 m (9.682 ft)    | Ne                    |
| 22. februar 1969 | Višina z 25.000 kg (55.000 lb) tovorom | 2.951 m (9.682 ft)    | Ne                    |
| 22. februar 1969 | Višina z 30.000 kg (66.000 lb) tovorom | 2.951 m (9.682 ft)    | Da                    |
| 22. februar 1969 | Največji tovor na 2.000 m (6.600 ft)   | 31.030 kg (68.410 lb) | Da                    |
| 6. avgust 1969   | Višina z 35.000 kg (77.000 lb) tovorom | 2.255 m (7.398 ft)    | Da                    |
| 6. avgust 1969   | Višina z 40.000 kg (88.000 lb) tovorom | 2.255 m (7.398 ft)    | Da                    |
| 6. avgust 1969   | Največji tovor na2.000 m (6.600 ft)    | 40.204 kg (88.635 lb) | Da                    |

## Tehnične specifikacije (V-12)
- Posadka: 6 (pilot, kopilot, inženir, električar, navigator, radio operator)
- Kapaciteta: 196 potnikov
- Tovor: normalni 20 000 kg (44 000 lb), največji 40 000 kg (88 000 lb)
- Dolžina:37 m (121 ft 5 in)
- Razpon kril: 67 m (219 ft 10 in) čez rotorje
- Višina: 12,5 m (41 ft 0 in)
- Prazna teža: 69 100 kg (152 339 lb)
- Gros teža: 97 000 kg (213 848 lb)
- Maks. vzletna teža: 105,000 kg (231,485 lb)
- Tovorni prostor: 28,15×4,4×4,4 m (92,4×14,4×14,4 ft)
- Motorji: 4 × Soloviev D-25VF turboshafti, 4 800 kW (6 500 KM) vsak
- Premer rotorja: 2× 35 m (114 ft 10 in)

- Maks. hitrost: 260 km/h (162 mph; 140 vozlov)
- Potovalna hitrost: 240 km/h (149 mph; 130 vozlov)
- Dolet: 500 km (311 mi; 270 nmi)
- Dolet (prazen): 1 000 km (621 mi; 540 nmi) z zunanjimi tanki za gorivo
- Višina leta (servisna): 3 500 m (11 483 ft)
- Obremenitev rotorja: 101 kg/m2 (21 lb/sq ft) na gros teži